# Ciszówka
Ciszówka – jedna z najstarszych dzielnic Myszkowa leżąca na prawym brzegu Warty, początkowo nazywana Cisówką.

## Historia
W 1415 roku właścicielem osady został Dobke von Czysokke. Pod koniec XV wieku Cisówka była własnością Jana Rzeszowskiego z Przybyszówki, księcia Siewierskiego. Rzeszowski w 1492 roku sprzedał Cisówkę Janowi Chełmińskiemu. Ten zaś odstąpił ją Sewerynowi Bonarowi. Potem była własnością Firlejów. W roku 1699 Firlejowie sprzedali ją słynnemu kasztelanowi krakowskiemu, Stanisławowi Warszyckiemu. Następnie przeszła w posiadanie Męcińskich. W XV wieku istniała już na terenie dzielnicy Kopalnia Rudy Żelaznej. W XVI wieku osada zwała się Kuźnicą Ciszowską. Istniała tu huta o trzech kołach hutniczych. Później wstawiono wielki piec o rocznej wydajności 15 tys. centarów. W 1827 roku liczyła 144 mieszkańców, a w 1880 roku już 193.
Od 1867 Ciszówka wchodziła w skład gminy Żarki, początkowo należącej do powiatu będzińskiego, a od 1 stycznia 1927 do zawierciańskiego Podczas I wojny światowej należała do utworzoneh przez niemieckie władze okupacyjne gminy Mrzygłód. Po wojnie znów w gminie Żarki. 1 października 1927 Ciszówkę włączono do utworzonej trzy lata wcześniej gminie Myszków. W II RP gmina Myszków przynależała do woj. kieleckiego. 4 listopada 1933 gminę Myszków podzielono na dziewięć gromad. Wieś Ciszówka wraz z osiedlem Gruchla ustanowiły gromadę o nazwie Ciszówka w gminie Myszków.
Podczas II wojny światowej włączone do III Rzeszy. Po wojnie gmina Myszków przez bardzo krótki czas zachowała przynależność administracyjną, lecz już 18 sierpnia 1945 roku została wraz z całym powiatem zawierciańskim przyłączone do woj. śląskiego. Według stanu z 1 kwietnia 1949 gmina Myszków podzielona była nadal na pięć gromad: Ciszówka, Mijaczów, Myszków Nowy, Myszków Stary i Pohulanka.
W związku z nadaniem gminie Myszków status miasta 1 stycznia 1950, Ciszówka utraciła swoją samodzielność, stając się obszarem miejskim.